# Fisterra (comarca)
Fisterra è una comarca della Spagna, situata nella comunità autonoma di Galizia ed in particolare nella provincia della Coruña.